# Shimotsuma
Shimotsuma è una città giapponese della prefettura di Ibaraki.
Nonostante sia una località priva di particolari attrattive, è diventata nota nel mondo per essere il luogo in cui si svolge il romanzo Kamikaze Girls.